# Dakalivka, Velîka Bahacika
Dakalivka (în ucraineană Дакалівка) este un sat în comuna Ustîvîțea din raionul Velîka Bahacika, regiunea Poltava, Ucraina.